# Парк „Бакърени гробища“
Парк „Бакърени гробища“ е квартал на град София, България, разположен в район „Връбница“, на 5,6 километра северозападно от центъра на града.
Намира се между булевард „Панчо Владигеров“ и улица „Адам Мицкевич“, като граничи с кварталите „Връбница-1“ на югоизток, „Модерно предградие“ на югозапад, „Обеля 1“ на северозапад и невключени в определен квартал територии на североизток. Основната част от квартала е заета от Гробищен парк „Бакърена фабрика“, второто по големина гробище на София.